# Rio Lugela
O rio Lugela é um rio de Moçambique, afluente da margem direita do rio Licungo. Nasce perto da fronteira com o Malawi, mais precisamente no Monte Tumbine, em Milange (Zambézia) e desagua no Licungo em Mocuba.